# Industrie- und Handelskammer Bingen
Die Industrie- und Handelskammer Bingen (bis 1902: Handelskammer Bingen) war 1862 bis 1943 eine Industrie- und Handelskammer mit Sitz in Bingen.

## Geschichte
Die Großherzoglich hessische Handelskammer Bingen wurde 1862 gegründet. Die Regelungen entsprach der der Handelskammer Worms. Die anfangs 5 Mitglieder der Kammer wurden unter der Leitung des Kreisrates durch die 10 bedeutendsten Kaufleute oder Fabrikbesitzer gewählt. Jährlich schieden zwei durch Los bestimmte Mitglieder aus und es fanden für diese Neuwahlen statt, wobei die bisherigen Mitglieder wiedergewählt werden konnten. Die konstituierende Sitzung der Handelskammer Bingen erfolgte am 25. April 1862. Die Kammer war zunächst lediglich für die Stadt Bingen zuständig.
Das Großherzoglich Hessische Handelskammergesetz von 1871 wurde am 17. November 1871 von Großherzog Ludwig III unterzeichnet. Wahlberechtigt waren nun alle Unternehmer, die im Handelsregister eingetragen waren und zu den ersten vier Klassen der Gewerbesteuer gehörten. Nun wurden die Mitglieder auf drei Jahre gewählt. Jedes Jahr schied ein Drittel aus.
Im Jahr 1900 wurde der Kammerbezirk auf die Kreise Bingen und  Alzey ausgeweitet. Dennoch war die IHK Bingen eine der kleinsten Kammern in Deutschland. 1925 war die IHK Bingen mit 1193 beitragspflichtigen Mitgliedern stand die Kammer auf Platz 109 der 117 IHKs in Deutschland.
1902 erhielt die Kammer mit der Novelle des Handelskammergesetzes den Namen Industrie- und Handelskammer.
In der Zeit des Nationalsozialismus endete die Selbstverwaltung der Wirtschaft. Nun wurde der Kammerpräsident (nun Vorsitzender) ernannt und dieser bestimmte gemäß dem Führerprinzip die Mitglieder der Kammer. Mit der IHK-VO von 1934 endete die Verantwortung der Länder für die Kammergesetzgebung und die IHKs wurden reichseinheitlich geregelt. Sie waren nun Teil der Lenkung der Wirtschaft im Nationalsozialismus. 1943 wurde die IHK Bingen aufgelöst und zusammen mit der Handwerkskammer in die „Gauwirtschaftskammer Rhein-Main“ überführt, an deren Spitze Hermann Gamer stand.
Die französische Militärregierung gestattete keine Neubildung einer IHK in Bingen verordnete 1946 den Zusammenschluss der IHK Worms, der IHK Bingen und der IHK Mainz zur Industrie- und Handelskammer für Rheinhessen.